# Georg Regner
Georg Regner (* 6. Juni 1953) ist ein ehemaliger österreichischer Sprinter.
Er war zweimal österreichischer Meister über 100 Meter und viermal österreichischer Meister mit der 4-mal-100-Meter-Staffel. Bei den Olympischen Spielen 1972 in München erreichte er mit der 4-mal-100-Meter-Staffel das Semifinale.

## Leben
Regner maturierte am Bundesgymnasium und Bundesrealgymnasium Franklinstraße 21. Er startete für UKJ-Wien, ab 1971 für den ULC Wildschek. Bis heute lebt Georg Regner in Wien-Floridsdorf. Er ist verheiratet und hat zwei erwachsene Töchter.

## Olympiateilnahme
Am 17. Juni 1972 lief die österreichische 4-mal-100-Meter-Staffel mit Georg Regner, Axel Nepraunik, Gert Nöster und Helmut Lang in Lüdenscheid mit einer Zeit von 39,9 Sekunden einen neuen österreichischen Rekord und qualifizierte sich damit für die Olympischen Spiele in München. Im Vorlauf belegte die Staffel mit einer Zeit von 40,49 s Platz vier, wobei Günter Würfel den verletzten Gert Nöster ersetzte. Im Semifinale startete Würfel bei der Staffelübergabe zu früh, was die Disqualifikation zur Folge hatte.
Der Rekord von 39,9 s hielt noch 14 Jahre, ehe er von Gündl-Mark-Berger-Jokl am 28. Juni 1986 mit 39,63 s in Linz unterboten wurde.

## Persönliche Bestzeiten
- 60 m (Halle): 6,6 s, 20. Februar 1971, Innsbruck
- 100 m: 10,4 s (10,64 e), 27. Juni 1972, Warschau – österreichischer Juniorenrekord bis 1982
- 200 m: 21,6 s (21,84 e), 10. Juli 1971, Zürich
- 4 × 400 m: 3:30,5 min, 29. September 1971, Praterstadion – mit der Staffel des UCL Wildschek (Kislinger-Brucks-Zimmermann-Regner) – österreichischer Jugendrekord[3]
- 4 × 100 m: 39,9 s, 17. Juni 1972, Lüdenscheid – mit der Staffel des ULC Wildschek (Regner-Nepraunik-Nöster-Lang) – österreichischer Rekord bis 1986